# لازوریت
لازوریت (به انگلیسی: Lazurite) با فرمول شیمیایی (NaCa)8 [(SO4SCl) - (AlSiO4)6] از مجموعه کانی هاست و از کلمه فارسی لاجورد به مفهوم آبی رنگ اقتباس شده‌است.
سختی این کانی حدود ۵/۵ تا ۵ موس و وزن مخصوص آن ۴۵/۲تا ۴/۲ می‌باشد. جلای شیشه ای داشته و رنگ آن آبی و سبز متمایل به آبی است و رنگ خاکه آن آبی روشن است. چنانچه لازوریت با کمی کلسیت مخلوط شده باشد به آن لاجورد گفته می‌شود که یک سنگ قیمتی است.
نامحلول در HCl و به سختی در H2S حل شده و رنگ آن بنفش می‌شود. متغیر با ادخال‌های فراوان Ca - Cl - SO۴ برای اولین بار در روسیه کشف شد و از نظر شکل بلور: دودکائدر، رنگ: آبی تیره - آبی سبز، شفافیت: کدر (اپاک)، شکستگی: صدفی، جلا: چرب - مات، رخ: ناقص- مطابق با سطح، سیستم تبلور: مکعبی و در رده‌بندی سیلیکات است همچنین خاصیت مغناطیسی ندارد و منشأ تشکیل آن دگرگونی مجاورتی است.
همایند کانی‌شناسی (پارانژ) آن پاراژنز - رنگ اثر خط - اشعه X -واکنش‌های شیمیاییلازولیت - سودالیت - نوزآن - هاوئین- کلسیت- پیریت- دیوپسید است
، از نظر ژیزمان به ندرت بلوری - آگرگات توده‌ای - فشرده - دانه ریز کمیاب است و بیشتر در ایتالیا، URSS، افغانستان، شیلی، آمریکا یافت می‌شود.